# Принцеса Дніпра

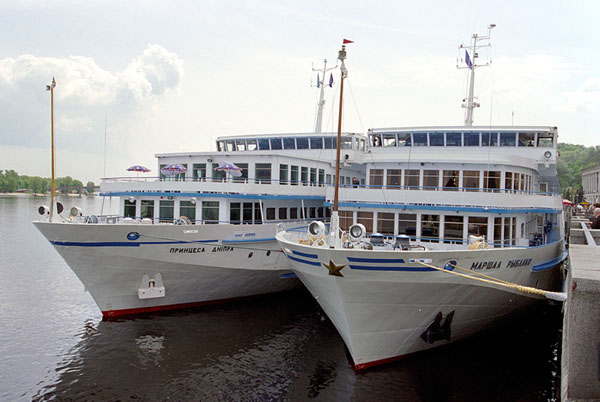
Принцеса Дніпра и Маршал Рыбалко

Принцеса Дніпра (до 2003 року— «Евгений Вучетич» укр. Євгеній Вучетич) — український річковий круїзний чотирипалубний теплохід. Теплохід був побудований у 1976 році в місті Бойценбург (НДР, зараз — Німеччина), та належав до теплоходів типу «Володимир Ільїч». Порт приписки — Херсон.
Власник і оператор — створена у 1990 р. компанія «Червона Рута», один із лідерів змішаних круїзів по Дніпру та Чорному морю, яка здійснює популярні сезонні маршрути (травень-жовтень) в Україні — круїзи рікою Дніпро на ділянці Київ — Херсон та змішані круїзи «ріка-море» (Київ — Севастополь — Одеса). Теплохід повністю реконструйований у 2002 році в Україні.
В компанії чотирипалубні теплоходи «Академік Глушков», «Генерал Ватутін» і «Зірка Дніпра», розраховані на 280—320 пасажирів. Основні напрями: Київ — Севастополь — Одеса, Одеса — Севастополь — Київ, Київ — Севастополь — Одеса — Київ. Вони проходять через Канів, Кременчук, Запоріжжя, Херсон, Севастополь, Одесу.
Капітан теплохіда «Принцеса Дніпра» (2012) Владимир Алексашин.
У 2021 році теплохід теплохід змінив український прапор на кіпрський і був проданий російській компанії. 4 серпня 2021 року теплохід почав перехід з Херсона у порт Кавказ. Тепер він ходить під назвою "Маленький принц".